# Magick Brother
Magick Brother je debutové album skupiny Gong, vydané v roce 1970. Nikdy nebylo vydané na CD. Album bylo také označováno jako Magick Brother, Mystic Sister.

## Seznam skladeb
Strana 1 (Early Morning)
1. "Mystic Sister / Magick Brother" – 5:54 [3]
2. "Glad to Sad to Say" – 4:09
3. "Rational Anthem" – 3:44
4. "Chainstore Chant / Pretty Miss Titty" – 4:48
5. "Fable of a Fredfish / Hope You Feel OK" – 4:33

Strana 2 (Late Night)
1. "Ego" – 3:57
2. "Gongsong" – 4:11
3. "Princess Dreaming" – 2:56
4. "5 & 20 Schoolgirls" – 4:30
5. "Cos You Got Greenhair" – 5:05

## Sestava
- Daevid Allen – kytara, zpěv
- Didier Malherbe – flétna, soprán saxofon
- Earl Freeman – kontrabas, piáno
- Dieter Gewissler – kontrabas
- Burton Greene – piáno
- Rachid Houari – bicí
- Barre Phillips – kontrabas
- Gilli Smyth – šepot
- Tasmin Smyth – hlasy